# Фан Ичжи
Фан Ичжи́ (кит. упр. 方以智, пиньинь Fāng Yǐzhì, 1611 — 1671) — китайский философ, учёный-энциклопедист времен империи Мин, который занимался астрономией, филологией, лингвистикой, музыковедением, медициной и др. науками, первым в Китае провел терминологическое различие «философии» и «науки» и утверждал единство конфуцианства, даосизма и буддизма.

## Биография
Родился в 1611 году в Тунчэне. Происходил из выдающейся семьи. Его дед Фан Дачжэнь (умер в 1631) имел высшую ученую степень «цзиньши», был заместителем председателя Верховного ревизионного приказа (Дилиси), а отец Фан Кунчжао (1591—1655, «цзиньши») был хугуанским сюньфу.
В 1634 году, прибыв в южную столицу Нанкин, Фан Ичжи вместе с Хуаном Цзунси стал одним из активистов «Общества возрождения» (Фушэ), которое унаследовало социально-политические установки дунлиньской школы (Дунлинь-сюэпай). В 1640 году получил степень цзиньши и должность историографа при академии Ханьлинь.
После перехода Пекина в руки Ли Цзычэна бежал на юг и, взяв прозвище Юйдаожень (Даос-простак), зарабатывал на жизнь торговлей лекарствами. Когда на юге в г. Чжаоцин провинции Гуандун князь Гуй (Чжу Юлан) провозгласил себя новым императором Мин, правящим под девизом Юнли (1647—1661), Фан Ичжи получил придворный чин в службе обеспечения императрицы и наследника, став также императорским толкователем классики. Однако под давлением всесильного старшего дворцового евнуха Ван Куня сложил с себя полномочия и исчез на юге в горном районе Гуйлинь, где встречался с крупнейшим философом и ученым того времени Ван Фучжи.
После вторжения в 1650 году маньчжурских войск в провинцию Гуандун Фан Ичжи, чтобы избежать ареста бежал в Учжоу (современный Гуанси-Чжуанский автономный район), приняв постриг, стал буддистским монахом и взял новые имена и прозвища: Дачжи (Великая Мудрость, Махамат), Хунчжи (Распространяющий Мудрость), Укэ (Тот, кто не позволяет), Яоди (Земля Исцеление), Фушань-юйчжэ (Фушаньский простак), Юйчжэ-даши (Наставник-простак), Цзивань-лаожэнь (Старец с Наилучшими таблетками).
Затем он отправился в родные края и сначала обосновался в монастыре Небесного мира в Нанкине, а затем перебрался в монастырь Чистого существования в горах Цинъюань уезда Цзинань (современная провинция Цзянси), где полностью отдался научным занятиям.

## Творчество

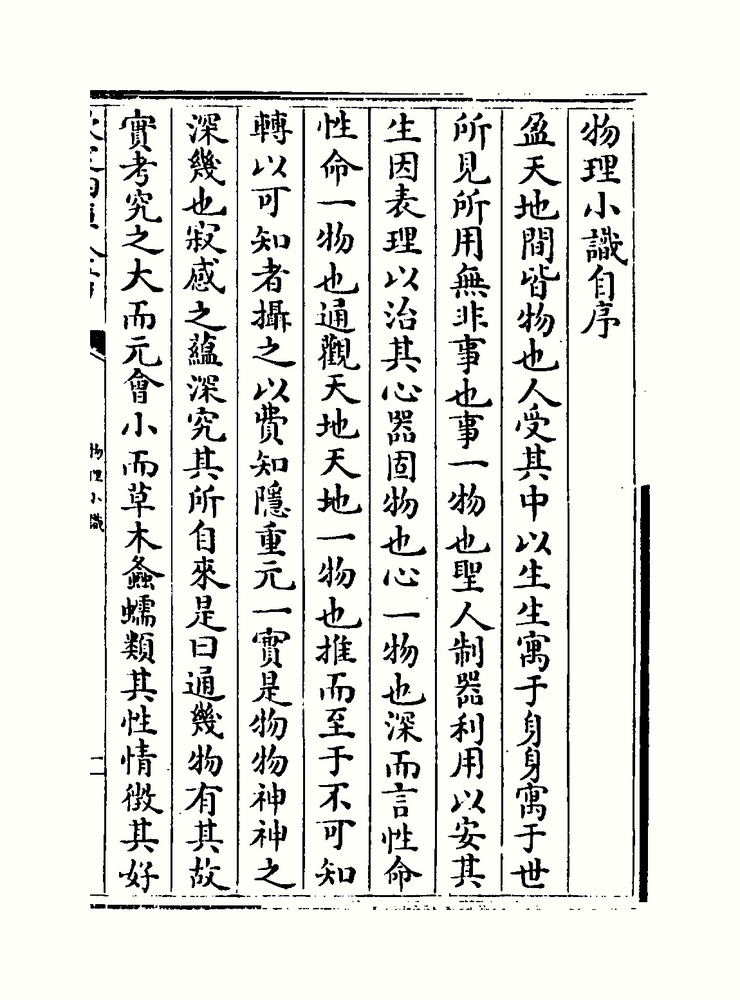
Отрывок из книги «У ли сяо ши»

Фан Ичжи оставил богатое письменное наследие, исчисляемая сотнями тысяч иероглифов и представлена такими работами, как «У ли сяоши» («Предварительные сведения о принципах вещей»), «Тун я» («Проникновение в классику»), "Дун си цзюнь "(«Равенство сторон»), «Яо-ди пао-чжуан» («Аптека Исцеления Земли»), «Го юй»(«Остатки перемен»), «Син гу»(«Основа [индивидуальной] природы»), «Ти гуань вэнь да» («Вопросы и ответы о пронизании единым»), «Юйчжэ-чжи-чаньши юй лу» («Записи высказываний мудрого Наставника-простака»), «Фушань цянь хоу цзи» («Былое и следующее собрание фушаньских [произведений]»), «Бои цзи» («Собрание притч») и др. Важнейший теоретический произведение Фан Ичжи «У ли сяо ши», по признанию самого автора, высказанному в предисловии, продолжило труд его учителя Ван Сюаня «В или с» («Основы принципов вещей»).
Книга «У ли сяо ши» 物理小識, состоявшая из 12 свитков"-цзюаней, впервые была опубликована в эпоху Канси (1662—1722), а затем переиздавалась в 1884 и 1937 годах. В ней Фан Ичжи не только изложил доступные ему научные сведения в предельно широком диапазоне, что включало астрономию, метеорологию, географию, минералогию, ботанику, зоологию, летоисчисление, музыковедение, антропологию, медицину, кулинарию, историю одежды и утвари, оккультные науки, мантики и др, но и предложил классификацию знаний, которые в самом общем виде, разделил на три сферы: философскую, естествознание и управленческую.
Фан Ичжи был знаком с некоторыми научно-техническими достижениями Запада, принесенными в Китай в конце XVI ст. миссионерами-иезуитами.
В последние годы жизни в Фан Ичжи усилились религиозные настроения, стремление к объединению «трех учений» (конфуцианства, буддизма и даосизма) на основе признания сущности бытия как «великого единого» (тай и), или «истинного единого» (чжэнь и).